# Tricarico (Sänger)

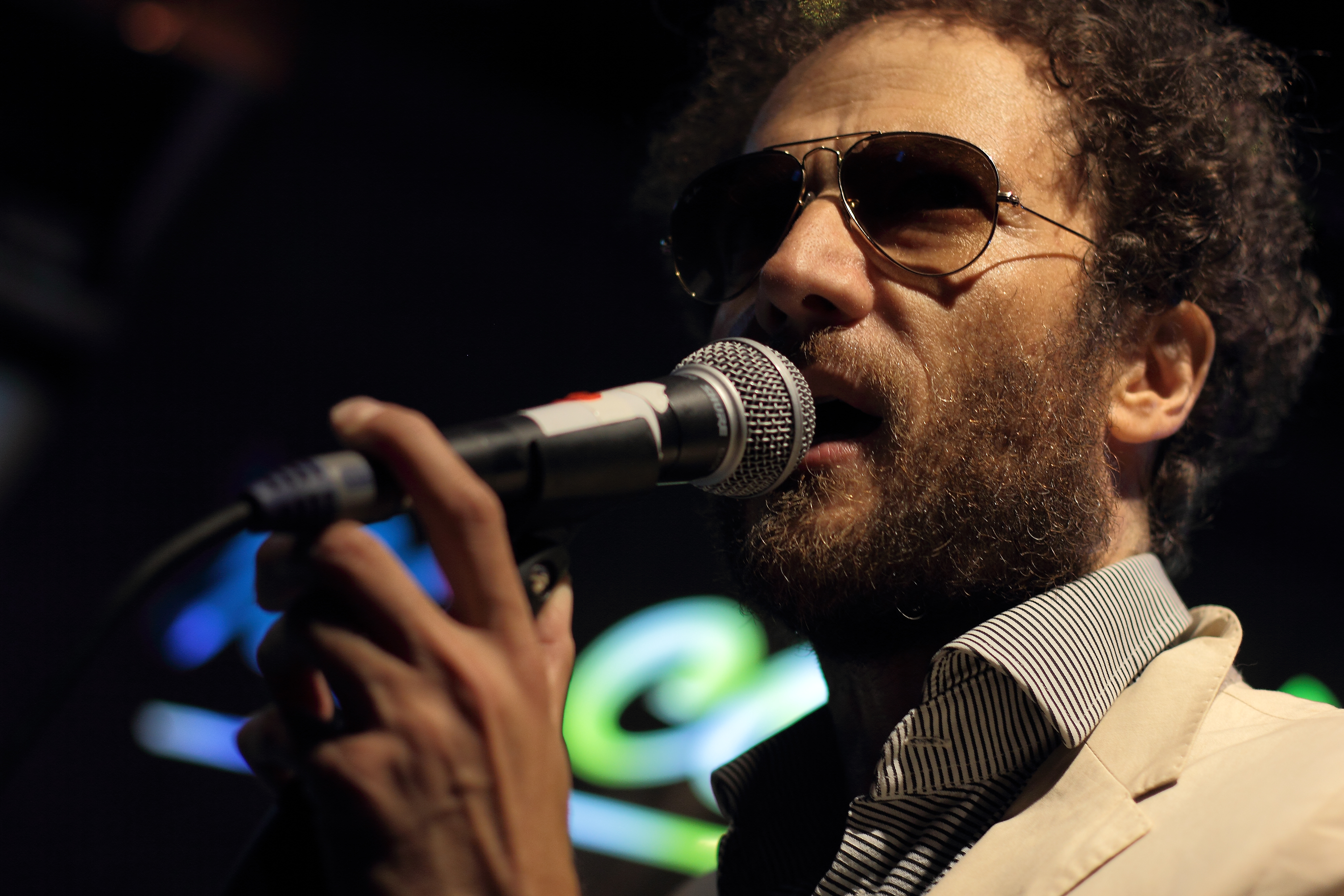
Tricarico 2016

Tricarico (* 1. Februar 1971 in Mailand als Francesco Tricarico) ist ein italienischer Popsänger.

## Karriere
Tricarico betätigte sich früh musikalisch und studierte am Konservatorium in Mailand Querflöte. Dann wandte er sich der Popmusik zu und konnte 2001 mit seiner Debütsingle Io sono Francesco sogleich einen Nummer-eins-Hit landen. Sein selbstbetiteltes erstes Album erschien im Jahr darauf bei Universal. Bei Konzerten von Jovanotti trat er als Opening Act auf. Sein zweites Album Frescobaldo nel recinto folgte 2004. 2005 steuerte Tricarico zu Leonardo Pieraccionis Film Ti amo in tutte le lingue del mondo den Titelsong bei. Nach einer neuen eigenen Single (Un’altra possibilità) schrieb er 2007 ein Lied für Adriano Celentano.
Beim Sanremo-Festival 2008 konnte Tricarico mit dem Lied Vita tranquilla den Kritikerpreis gewinnen. Im Anschluss veröffentlichte er das dritte Album Giglio, nunmehr bei Sony BMG, und schrieb ein Lied für Gianni Morandi. 2009 kehrte er mit Il bosco delle fragole zum Sanremo-Festival zurück und legte auch sein erstes Buch Semplicemente ho dimenticato un elefante nel taschino vor. Daneben war er am Charitysong Domani 21/04.2009 beteiligt und sein früheres Label veröffentlichte ein Best of des Musikers. Nach einer weiteren Festivalteilnahme Tricaricos 2011 (mit Tre colori) erschien ein weiteres Album, L’imbarazzo, gefolgt 2013 von Invulnerabile und 2016 vom zweiteiligen Da chi non te lo aspetti.
Mit der Single Generazione kündigte Tricarico Ende 2018 ein neues Album für 2019 an.

## Diskografie
Alben

| Jahr | Titel                  | Höchstplatzierung, Gesamtwochen, AuszeichnungChartsChartplatzierungen (Jahr, Titel, Platzierungen, Wochen, Auszeichnungen, Anmerkungen) | Anmerkungen |
| Jahr | Titel                  | IT | Anmerkungen |
| ---- | ---------------------- | --- | ----------- |
| 2002 | Tricarico              | IT29 (7 Wo.)IT | Universal   |
| 2008 | Giglio                 | IT8 (13 Wo.)IT | Sony BMG    |
| 2009 | Il bosco delle fragole | IT33 (3 Wo.)IT | Sony BMG    |
| 2011 | L’imbarazzo            | IT53 (3 Wo.)IT | Sony        |

- Frescobaldo nel recinto (Universal, 2004)
- Il fantastico mondo di Francesco Tricarico (Kompilation; Universal, 2009)
- Invulnerabile (Edel, 2013)
- Da chi non te lo aspetti (Edel, 2016)

Singles (Auswahl)

| Jahr | Titel Album                  | Höchstplatzierung, Gesamtwochen, AuszeichnungChartsChartplatzierungen (Jahr, Titel, Album, Platzierungen, Wochen, Auszeichnungen, Anmerkungen) | Anmerkungen |
| Jahr | Titel Album                  | IT | Anmerkungen |
| ---- | ---------------------------- | --- | ----------- |
| 2000 | Io sono Francesco Tricarico  | IT1 (37 Wo.)IT |             |
| 2001 | Drago Tricarico              | IT49 (2 Wo.)IT |             |
| 2001 | La pesca / Lavanda Tricarico | IT29 (3 Wo.)IT |             |
| 2007 | Un’altra possibilità Giglio  | IT41 (1 Wo.)IT |             |
| 2008 | Vita tranquilla Giglio       | IT4 (11 Wo.)IT |             |
| 2009 | Il bosco delle fragole       | IT38 (2 Wo.)IT |             |
| 2011 | Tre colori L’imbarazzo       | IT34 (2 Wo.)IT |             |

## Bibliografie
- Semplicemente ho dimenticato un elefante nel taschino. Bompiani, 2009, ISBN 978-8845263415.

## Belege
1. ↑  Chartquellen (Alben):
  - Guido Racca & Chartitalia: Top 100 FIMI Album. Lulu, 2013, S. 178.
  - Alben von Tricarico. In: Italiancharts.com. Hung Medien, abgerufen am 12. Dezember 2018.
2. ↑  Guido Racca & Chartitalia: Top 100 FIMI Singoli. Lulu, 2013, S. 154.

| Personendaten    | Personendaten                      |
| ---------------- | ---------------------------------- |
| NAME             | Tricarico                          |
| ALTERNATIVNAMEN  | Tricarico, Francesco (Geburtsname) |
| KURZBESCHREIBUNG | italienischer Popsänger            |
| GEBURTSDATUM     | 1. Februar 1971                    |
| GEBURTSORT       | Mailand                            |